# Echinocrepis
Echinocrepis is een geslacht van zee-egels uit de familie Pourtalesiidae.

## Soorten
- Echinocrepis cuneata A. Agassiz, 1879
- Echinocrepis rostrata Mironov, 1973